# День Прешерна

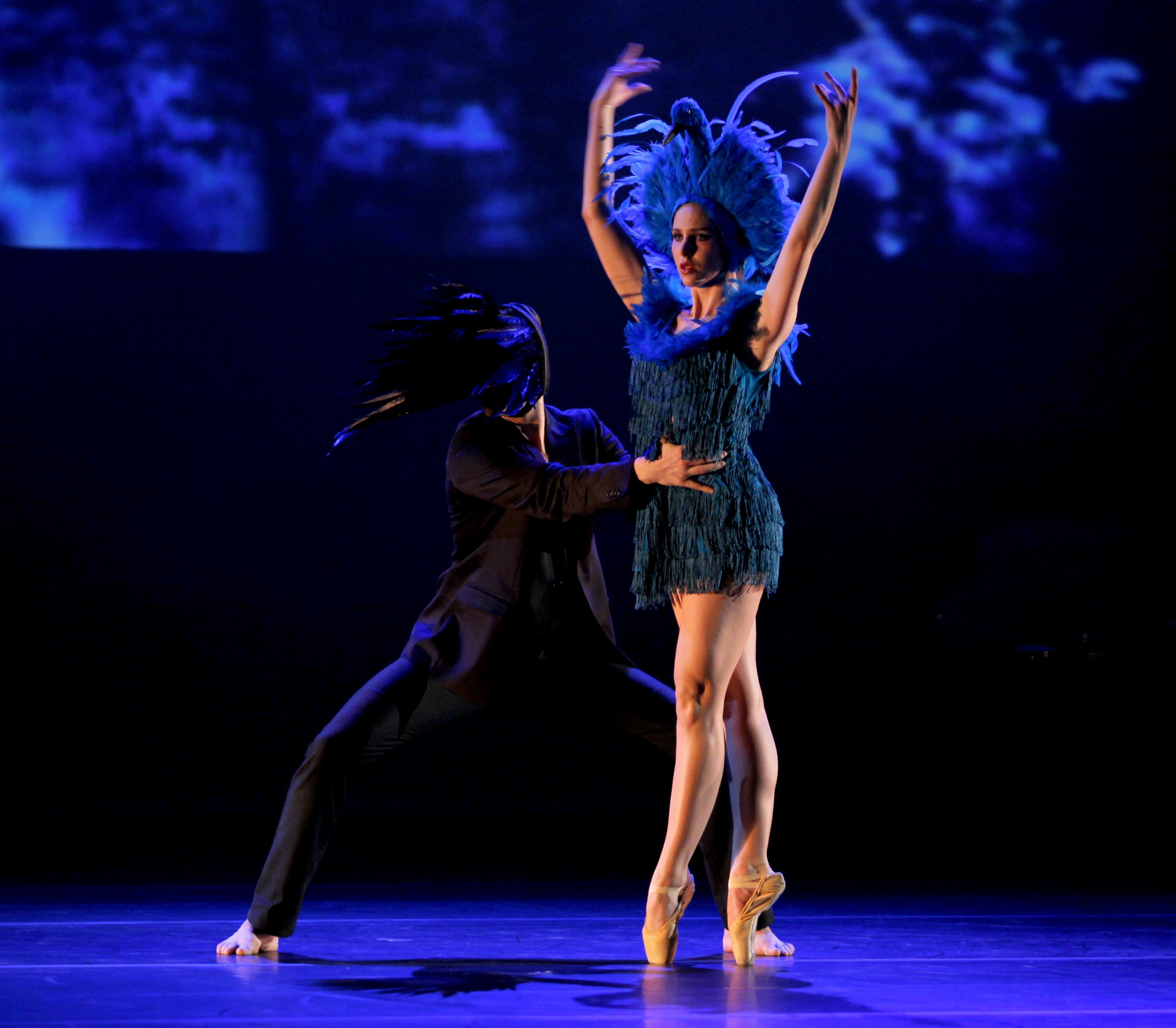
Развлекательная программа во время празднования в 2010 году.

Прешернов день (словен. Prešernov dan) — государственный праздник в Словении, который отмечается 8 февраля, в годовщину со дня смерти великого словенского поэта Франце Прешерна 8 февраля 1849 г. Был введён в 1945 году на волне роста национального самосознания словенцев. В 1991 году объявлен нерабочим днём. 7 февраля, накануне праздника, проходит церемония вручения Премии имени Франце Прешерна за значительные достижения в области культуры и искусства.

## История
Годовщина смерти Прешерна стала заметной датой в ходе Второй мировой войны в 1941 году, когда 7 февраля праздновался как День всеславянского единства. Предложение отмечать 8 февраля как словенский культурный праздник выдвинул в январе 1945 года в городе Чрномель Богомил Герланц, работник по культуре Освободительного фронта Словении. День был объявлен культурным праздником декретом президиума Совета словенского национального освобождения, опубликованным в издании «Словенски порочевалец» (словен. Slovenski poročevalec) от 1 февраля 1945 года. Он остался государственным праздником во времена Социалистической Республики Словении в составе СФРЮ, а также отмечался словенскими общинами в Каринтии и Италии.